# Tachytrechus harmstoni
Tachytrechus harmstoni är en tvåvingeart som beskrevs av Henk J.G. Meuffels och Patrick Grootaert 1999. Tachytrechus harmstoni ingår i släktet Tachytrechus och familjen styltflugor.
Artens utbredningsområde är Kalifornien. Inga underarter finns listade i Catalogue of Life.